# خانه معزی
خانه معزی، بنایی تاریخی مربوط به دوره قاجار تا اوایل دوره پهلوی است  که در محله سردشت از شهر تاریخی تون در غرب فردوس واقع شده‌است. این اثر در تاریخ ۱۴ اسفند ۱۳۸۵ با شمارهٔ ثبت ۱۷۸۷۸ به‌عنوان یکی از آثار ملی ایران به ثبت رسیده‌است.